# Übereisenbach
Übereisenbach là một đô thị ở huyện Bitburg-Prüm, trong bang Rheinland-Pfalz, phía tây nước Đức. Đô thị Übereisenbach có diện tích 2,39 km², dân số thời điểm ngày 31 tháng 12 năm 2006 là 51 người.